# Abacetus audax
Abacetus audax là một loài bọ chân chạy thuộc phân họ Pterostichinae. Loài này được Laferte-Senectere mô tả lần đầu năm 1853 và được tìm thấy ở Tchad và Cote d'Ivoire.